# Zagoria
Zagoria (en búlgaro: Загоре  [zɐˈɡɔrɛ], Zagore), también Zagorie (Загорие), Zagora (Загора), o Zagoriya (Загория), fue una región medieval vagamente definida, que actualmente es una región en el centro de Bulgaria. Su nombre es de origen eslavo y significa "más allá [i.e. al sur de] las montañas Balcanes". La región fue mencionada por primera vez como Ζαγόρια en griego medieval (en una traducción del antiguo eslavo fue reproducida como Загорїа) cuando fue cedida al primer imperio búlgaro por el imperio bizantino durante el reinado de Tervel de Bulgaria en los inicios del siglo VIII (tratado bizantino-búlgaro de 716). Por el contexto, se puede circunscribir a Zagoria como una región en el noreste de Tracia.
Durante el segundo imperio búlgaro, la región también fue mencionada en la carta de Dubrovnik del zar Ivan Asen II de Bulgaria, posterior a 1230, que permitía a los mercaderes de Ragusa comerciar en las tierras búlgaras, entre las cuales se incluye "toda la Zagoria" (пѡ всемѹ Загѡриѹ).
Los documentos venecianos del siglo XIV se refieren a Zagora como sinónimo de Bulgaria (por ejemplo, «partes del Zagora, subditas Dobrotice» en un documento del 14 de febrero de 1384). De manera similar, fuentes ragusanas posteriores evidencian regularmente la importación activa de la cera de Zagoria de alta calidad (cera zagora, zachori, zaura, zachorj, zacora) de Bulgaria, a menudo comprada en Sofía.
Hoy en día, el nombre de la región sigue vivo en los topónimos Stara Zagora ("Antigua Zagora", una ciudad importante en la llanura superior de Tracia, capital de la provincia de Stara Zagora) y Nova Zagora ("Nueva Zagora", una ciudad en la provincia de Sliven). La playa de Zagore en la isla Livingston de las islas Shetland del Sur en la Antártida también recibió el nombre de la región por la Comisión Búlgara para los Topónimos Antárticos.